# Karmelietessenklooster (Echt)
Het Karmelietessenklooster is een klooster te Echt, gelegen aan Bovenstestraat 48.

## Geschiedenis
In 1875 vestigden twintig karmelietessen uit het Sankt Josephkloster bij de Sint-Gereonkerk te Keulen zich in Echt vanwege de Kulturkampf in Duitsland. In 1879 werd een klooster gebouwd door Pierre Cuypers. Dit klooster bevatte een neogotische kapel.
De kapel kenmerkt zich door een groot rechthoekig venster aan de straatzijde met zandstenen traceringen. Boven de toegangsdeur bevindt zich een timpaan met de voorstelling van Maria met Kind die aanbeden wordt door een karmeliet en een karmelietes.
Het gebouwencomplex bestaat uit vier gebouwen in carré die een rechthoekige binnenplaats omsluiten. Ook is er een ommuurde tuin met kluizen.
Het klooster verwierf bekendheid doordat Edith Stein hier van 1938-1942 verbleef. Zij werd weggevoerd en vermoord door de nazi's en in 1998 heilig verklaard. Een gevelsteen naast de ingang tot de kapel herinnert hieraan.
|  |  |  |